# Кладбище Марии Магдалины в Сан-Хуане

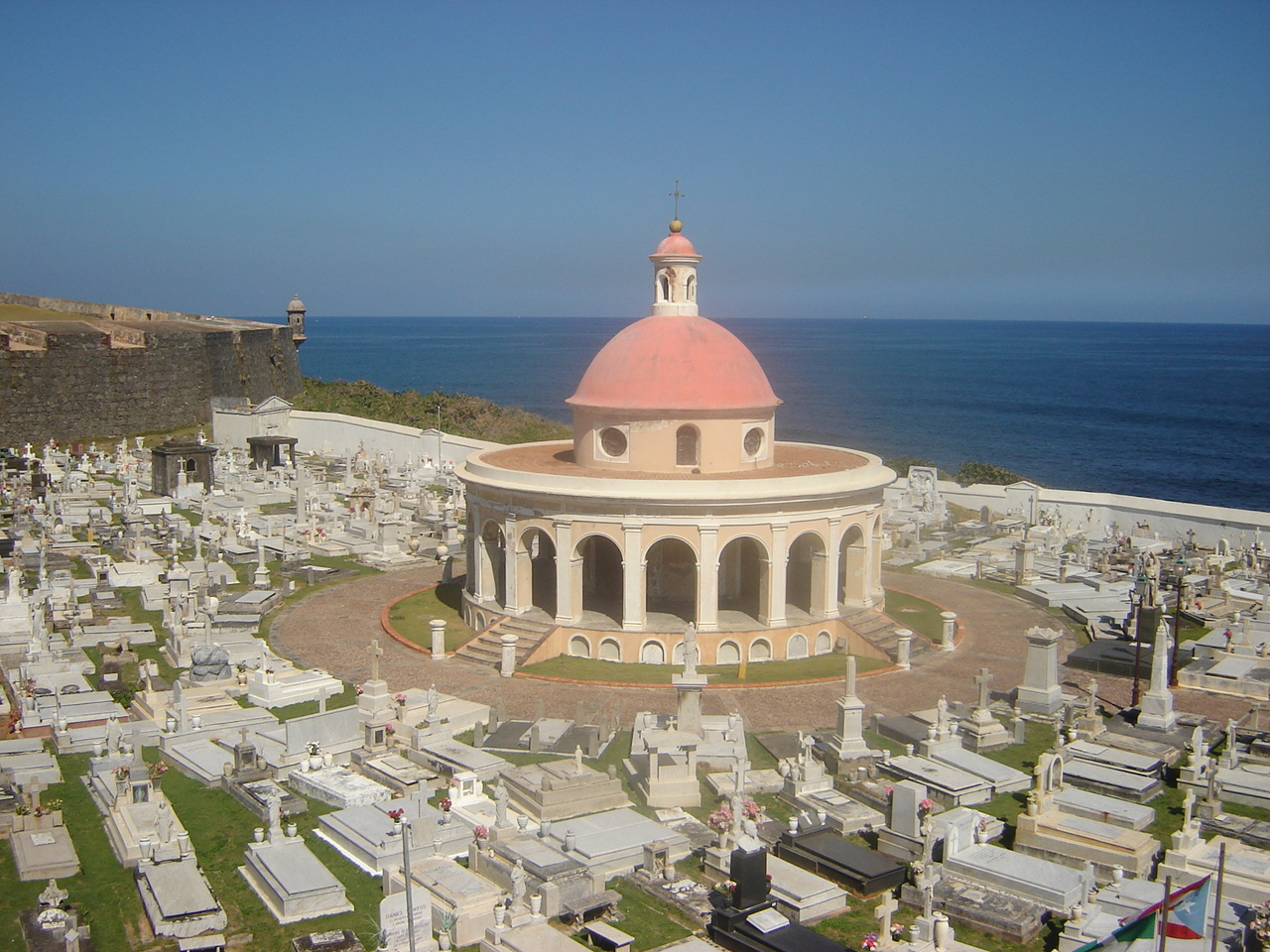

Кладбище Святой Марии Магдалины де Пацци (исп. Cementerio Santa María Magdalena de Pazzis), кладбище колониальной эпохи, расположенное в старой части города Сан-Хуан, Пуэрто-Рико. Это место последнего упокоения многих видных уроженцев и жителей Пуэрто-Рико. Строительство началось в 1863 году под эгидой Игнасио Маскаро. Кладбище находится за стенами форта Сан-Фелипе дель Морро крепости, одной из самых известных достопримечательностей острова. Средняя высота стены составляет 12 метра и шириной от 4,6 до 6,1 метра. Кладбище названо в честь Святой Марии Магдалины де Пацци.

## Известные погребеные
- Педро Салинас (1891—1951) — испанский поэт
- Хосе Феррер — актёр
- Хосе де Акоста — историк
- Рафаэль Эрнандес Марин — музыкант